# Діккендорф
Діккендорф (нім. Dickendorf) — громада в Німеччині, розташована в землі Рейнланд-Пфальц. Входить до складу району Альтенкірхен. Складова частина об'єднання громад Гебгардсгайн.
Площа — 1,45 км2. Населення становить 337 ос. (станом на 31 грудня 2020).